# 西口回族镇
西口回族镇，是中华人民共和国陕西省商洛市镇安县下辖的一个乡镇级行政单位。
2011年，关坪河乡被撤销，辖境并入茅坪回族镇及西口回族鎮。

## 行政区划
西口回族镇下辖以下地区：
上河村、石景村、黑沟村、长发村、聂家沟村、农丰村、岭沟村、安岭村、青树村、孙家坪村、东庄村、石门村和宝石村。